# Christian Slater
Christian Slater, właśc. Christian Michael Leonard Slater (ur. 18 sierpnia 1969 w Nowym Jorku) – amerykański aktor, okazjonalnie producent filmowy i reżyser.

## Życiorys

### Wczesne lata
Urodził się w Nowym Jorku jako syn Mary Jo Slater (z domu Lawton), odpowiedzialnej za dobór obsady w castingach, i Michaela Hawkinsa (z domu Thomas Knight Slater), aktora występującego jako Michael Gainsborough. Jego rodzina miała korzenie niemieckie, irlandzkie, angielskie i walijskie. Dorastał na nowojorskim Manhattanie.
W 1976 roku jego rodzice rozwiedli się. Ma przyrodniego brata Ryana (ur. 19 kwietnia 1983) z drugiego małżeństwa matki. Uczęszczał do Dalton School, Professional Children’s School oraz Fiorello H. LaGuardia High School. Ukończył High School of Performing Arts w Nowym Jorku.

### Kariera
Mając siedem lat pojawił się po raz pierwszy na szklanym ekranie w operze mydlanej ABC Tylko jedno życie (One Life to Live, 1976).
W 1980 zadebiutował na Broadwayu jako Winthrop Paroo w komedii Muzyk (The Music Man) u boku Dicka Van Dyke’a. Rok później zagrał w telewizyjnej adaptacji powieści Arthura Conana Doyle HBO Sherlock Holmes (1981) u boku Franka Langelli i Stephena Collinsa. W operze mydlanej ABC Ryan’s Hope (1985) pojawił się jako D.J. LaSalle. Po udziale w debiutanckim filmie kinowym Legenda o Billie Jean (The Legend of Billie Jean, 1985), zwrócił na siebie uwagę krytyków i widzów rolą nowicjusza franciszkańskiego Adso z Melku w dramacie kryminalnym Imię róży (Der Name der Rose, 1986).
W 1987 przeniósł się do Los Angeles. W dniu 29 grudnia 1989 roku, po pościgu policyjnym, został aresztowany w West Hollywood; został oskarżony za ucieczkę policji, prowadzenie samochodu pod wpływem alkoholu, napad z bronią i prowadzenie samochodu bez ważnego prawa jazdy. Karierę ekranową kontynuował w filmach: Mistrz deskorolki (Gleaming the Cube, 1988) i czarnej komedii Śmiertelne zauroczenie (Heathers, 1989) w roli nastoletniego zabójcy. Jako zbuntowany nastolatek, który zakłada własną radiostację w garażu w komediodramacie Więcej Czadu (Pump Up the Volume, 1990) za najlepszą główną rolę męską zdobył nominację do Independent Spirit Awards. Za rolę Willa Scarletta w obrazie Robin Hood: Książę złodziei (Robin Hood: Prince of Thieves, 1991) i postać młodego kryminalisty w dramacie kryminalnym Gangsterzy (Mobsters, 1991) był nominowany do Złotej Maliny jako najgorszy aktor drugoplanowy. Za rolę nieśmiałego kelnera Adama, który potajemnie ją kocha koleżankę z pracy w melodramacie Skryta namiętność (Untamed Heart, 1993) otrzymał MTV Movie Award jako najbardziej pożądany aktor i najlepszy pocałunek z Marisą Tomei.
W 1992 zadebiutował jako reżyser dziecięcego musicalu Śmiech epidemiczny (The Laughter Epidemic) dla Fundacji Pediatrycznej AIDS. Rola samotnika zafascynowanego światem kina i komiksów kierowanego duchem Elvisa Presleya w dramacie kryminalnym Prawdziwy romans (True Romance, 1993) przyniosła mu nominację do nagrody Saturna. W 1994 roku został aresztowany za wniesienie broni na pokład samolotu. W 1996 wyreżyserował film krótkometrażowy Muzeum miłości (Museum of Love) z Sandrą Bernhard. W 1997 został ponownie aresztowany, a w czasie zatrzymania ranił policjanta i wyrokiem sądu został skazany na 90 dni więzienia, z czego odsiedział dwa miesiące; w trakcie procesu przyznał się do zażywania heroiny i kokainy i został zmuszony do leczenia odwykowego.
Powrócił na scenę Broadwayu w 1998 w sztuce Side Man jako narrator Clifford. Za postać Roberta Boyda w czarnej komedii Gorzej być nie może (Very Bad Things, 1998) otrzymał nagrodę Złotego Łupka. W filmie Ukryta prawda (The Contender, 2000) wcielił się w młodego senatora. W 2004 pojawił się na deskach londyńskiego West Endu w sztuce Lot nad kukułczym gniazdem (One Flew Over the Cuckoo’s Nest) jako Randle Patrick McMurphy. W 2005 wystąpił w dwóch spektaklach Tennessee Williamsa; Słodki ptak młodości (Sweet Bird of Youth) na West Endzie jako żigolak i hollywoodzki aktorzyna Chance Wayne oraz Szklana menażeria (The Glass Menagerie) na Broadwayu w roli narratora Toma. Laureat Złotego Globu w kategorii aktor drugoplanowy w serialu, za tytułową rolę w Mr. Robot (2015).

## Życie prywatne
Spotykał się z Kim Walker (1986-1988), Winoną Ryder (1988), Samanthą Mathis (1989–1990), modelką Niną Huang (1990−1995), Patricią Arquette (1993), Christy Turlington (1993), Christiną Applegate (1996) i edytorką mody Michelle Jonas (1996–1997). W latach 1998−2000 spotkał się z Ryan Haddon (ur. 1971), a w dniu 12 lutego 2000 roku wzięli ślub. Mają syna Jadena Zacha Christophera (ur. 6 kwietnia 1999) i córkę Elianę Sophię (ur. 15 sierpnia 2001). W  2005 roku doszło do separacji jego związku małżeńskiego, a w 2006 do rozwodu. Spotykał się z Sharon Stone (2006) i Tamarą Mellon (2007). W 2013 Slater poślubił młodszą o 18 lat Brittany Lopez, z którą się spotykał wcześniej przez trzy lata.

## Filmy fabularne
- 1981: Sherlock Holmes jako Billy
- 1983: Living Proof: The Hank Williams Jr. Story jako Walt Willey
- 1983: The Haunted Mansion Mystery jako Billy
- 1985: Legenda o Billie Jean (The Legend of Billie Jean) jako Binx
- 1986: Twisted jako Mark Collins
- 1986: Imię róży (Der Name der Rose) jako Adso von Melk
- 1986: Secrets jako Bobby
- 1988: Telenoticias jako on sam
- 1988: Tucker. Konstruktor marzeń (Tucker: The Man and His Dream) Junior Tucker
- 1989: Mistrz deskorolki (Gleaming the Cube) jako Brian Kelly
- 1989: Śmiertelne zauroczenie (Heathers) jako Jason ‘J.D.’ Dean
- 1989: Desperacka miłość (Desperate for Love) jako Cliff Petrie
- 1989: Droga do gwiazd (Beyond the Stars) jako Eric Michaels
- 1989: Czarodziej (The Wizard) jako Nick
- 1990: Więcej czadu (Pump Up the Volume) jako Mark Hunter
- 1990: Opowieści z ciemnej strony (Tales from the Darkside: The Movie) jako Andy
- 1990: Młode strzelby II (Young Guns II) jako Arkansas Dave Rudabaugh
- 1991: Gangsterzy (Mobsters) jako Charlie Lucky Luciano
- 1991: Star Trek VI: Nieodkryta kraina[12] jako oficer łączności na U.S.S. „Excelsior”
- 1991: Robin Hood: Książę złodziei (Robin Hood: Prince of Thieves) jako Will Scarlett
- 1992: Dolina paproci (FernGully: The Last Rainforest) jako Pips (głos)
- 1992: Dokąd zawiedzie cię dzień (Where the Day Takes You) jako pracownik socjalny
- 1992: Kuffs jako George Kuffs
- 1993: Skryta namiętność (Untamed Heart) jako Adam
- 1993: Prawdziwy romans (True Romance) jako Clarence Worley
- 1994: Wywiad z wampirem[13] jako Malloy
- 1994: Jimmy Hollywood jako William
- 1995: Morderstwo pierwszego stopnia (Murder in the First) jako James Stamphill
- 1996: Usłane różami (Bed of Roses) jako Lewis Farrell
- 1996: Tajna broń (Broken Arrow) jako Riley Hale
- 1997: Julian Po jako Julian Po
- 1997: Austin Powers: Agent specjalnej troski[14] jako strażnik
- 1998: Gorzej być nie może (Very Bad Things) jako Robert Boyd
- 1998: Namiętność i zdrada (Basil) jako John Mannion
- 1998: Powódź (Hard Rain) jako Tom
- 1999: Ta przebrzydła miłość (Love Stinks) jako Eddie
- 2000: Ukryta prawda (The Contender) jako Kongresmen Reginald Webster
- 2001: Paparazzi (Who Is Cletis Tout?) jako Trevor Allen Finch
- 2001: 3000 mil do Graceland (3000 Miles to Graceland) jako Hanson
- 2002: Szyfry wojny (Windtalkers) jako sierżant Ox Henderson
- 2002: Brudna forsa (Run for the Money) jako Taylor
- 2003: Planeta dinozaurów (Dinosaur Planet) jako narrator
- 2004: Wojak Churchill (Churchill: The Hollywood Years)
- 2004: Łowcy umysłów (Mindhunters) jako J.D. Reston
- 2004: Dobry pasterz (The Good Shepherd) jako Daniel Clemens
- 2004: Łowca głów (Pursued) jako Vincent Palmer
- 2005: Alone in the Dark: Wyspa cienia (Alone in the Dark) jako Edward Carnby
- 2005: A License to Steal
- 2005: Kontrakt (The Deal) jako Tom Grover
- 2006: 2004: A Light Knight’s Odyssey jako Jammer (głos)
- 2006: He Was a Quiet Man jako Bob Maconel
- 2006: Bobby jako Timmons
- 2006: Człowiek widmo II (Hollow Man II) jako Michael Griffin
- 2008: Przeklęta forsa (Love Lies Bleeding)
- 2008: Igor jako Igor
- 2009: Cadillac Dolana (Dolan’s Cadillac) jako Jimmy Dolan
- 2011: Krwawa rzeka (The River Murders) jako agent Vuckovitch
- 2011: Bez mężczyzn (Without Men) jako Gordon
- 2012: Kula w łeb (Bullet to the Head) jako Marcus Baptiste
- 2016: King Cobra jako Stephen

## Seriale TV
- 1984: Opowieści z ciemnej strony (Tales from the Darkside) jako Jody Tolliver
- 1985: Ryan’s Hope jako D.J. LaSalle
- 1985–1989: McCall (The Equalizer) jako Michael Winslow
- 1986-1988: Crime Story jako nastolatek
- 1988: Prawnicy z Miasta Aniołów (L.A. Law) jako Andy Prescott
- 1991–1993: Saturday Night Live
- 2002: Prezydencki poker (The West Wing) jako porucznik komandor Jack Reese
- 2003: Agentka o stu twarzach (Alias) jako Neil Caplan
- 2005−2012: Robot Chicken – głos
- 2006: Na imię mi Earl (My Name Is Earl) jako Woody
- 2008: Mój śmiertelny wróg jako Henry Spivey / Edward Albright
- 2011: Ekipa (Entourage) w roli samego siebie
- 2011–2012: Breaking In jako Oz
- 2012: Fineasz i Ferb (Phineas and Ferb) jako Paul (głos)
- 2015–2019: Mr. Robot jako Mr. Robot
- 2016–2019: Lwia Straż (Lion Guard) jako Ushari (głos)
- 2019: Scooby Doo i… zgadnij kto?[15], odc. Muzyczny skowyt wilkołaka! on (głos)[16]